# سییروئلو د آریبا
سییروئلو د آریبا (به اسپانیایی: Cilleruelo de Arriba) یک شهرستان در اسپانیا است.